# Willa Kramstów
Willa Kramstów – willa z ogrodem wybudowana w latach 1875–1876 w Śródmieściu Katowic, przy ul. Warszawskiej 37, wpisana do rejestru zabytków nieruchomych województwa śląskiego.
Według niektórych przypuszczeń, w XVIII w. w miejscu, w którym teraz wznosi się willa, przy tzw. szosie mysłowickiej, miał stać niewielki dwór właścicieli Ordynacji Mysłowickiej, Mieroszewskich. Jego mieszkanką była Józefina Mieroszewska, jedyna córka pierwszego Ordynata Mysłowickiego Jana Krzysztofa i czeskiej hrabianki N. Kolowrat-Krakowsky. Kramstowie, przemysłowcy przybyli ze Świebodzic na Dolnym Śląsku, nabyli od Mieroszewskich tę posesję w XIX wieku, gdy kupowali od nich kopalnie w Zagórzu, Niwce i Klimontowie.
Obiekt wybudowano w latach 1875−1876 według projektu Juliusa Haase (projekt z 1874), w stylu neoklasycystycznym, jako jednopiętrową willę ogrodową dla rodziny Gustava von Kramsta, przemysłowca i właściciela dóbr ziemskich. Willa posiadała zadaszony podjazd, boazerie, parkiety oraz użytkowo-ozdobną pergolę.
W 1906 r. willę nabył kupiec Siegfried Silberstein. Dom pozostawał formalnie w jego rękach do 1945 r., chociaż w czasie II wojny światowej budynek skonfiskowały władze okupacyjne i urządziły w nim klub niemiecki. Po wojnie willę zajmował krótko Instytut Śląski, a po jego likwidacji w 1948 r. kilka innych instytucji. W tym czasie miało tu m.in. swoją siedzibę powstałe w 1947 r. terenowe koło Polskiego Towarzystwa Geograficznego (od grudnia 1948 r. Oddział Katowicki PTG).
W 1955 r. obiekt przydzielony został Klubowi Pracy Twórczej. W latach 1956–1957 trzy pokoje na parterze budynku od strony ul. Warszawskiej zajmowała redakcja efemerycznego tygodnika „Przemiany”. Jak podawał ówczesny przewodnik „Dzięki pomocy finansowej PWRN, ze szczególnym staraniem v. przewodniczącego Prezydium Wojewódzkiej rady Narodowej Jerzego Ziętka, przeprowadzono generalny remont domu i w lutym 1959 r. dokonano otwarcia Klubu”. Projekt przebudowy oraz wyposażenia wnętrz były dziełem Tadeusza Gieruli, natomiast rozwiązania dekoracyjno-kolorystyczne artystów malarzy Wiesława Langego i Jana Dutkiewicza. Obiekt wzbogacił się m.in. o salę imprez kulturalno-artystycznych na 100 miejsc oraz o usytuowaną w piwnicy restaurację „Piwniczka” (obecnie „Marchołt”), jednak zewnętrzny wygląd budynku został zmieniony. „Klub” stał się miejscem, w którym od wielu lat koncentruje się życie zawodowe i towarzyskie katowickich środowisk twórczych: literatów, dziennikarzy, plastyków, architektów, muzyków, fotografików i in. Od chwili powołania do życia w 1962 r. przez dwa lata mieściła się tu redakcja dwutygodnika „Poglądy”.
Budynek wpisano do rejestru zabytków 31 października 1991 (nr rej.: A/1439/91). Granice ochrony obejmują całą działkę (budynek wraz z otoczeniem). Obecnie mieści się tu siedziba Klubu Niezależnych Stowarzyszeń Twórczych „Marchołt”, działającego w tym miejscu od 5 lutego 1992.
Od 26 czerwca 2015 roku do 30 grudnia 2022 roku w budynku działała restauracja i klubokawiarnia Drzwi Zwane Koniem, założona przez spółdzielnię socjalną Honolulu, która zatrudniała osoby z niepełnosprawnościami.
Nowym właścicielem willi została Fundacja Nowy Marchołt, której prezesem jest Przemysław Miśkiewicz; na remont pozyskano 3,5 mln złotych.